# Love Symbol Album
Het Love Symbol Album of het Symbol Album is het veertiende album van de Amerikaanse popartiest Prince, het tweede album van Prince and The New Power Generation, dat verscheen in 1992. Het album heeft als titel een onuitspreekbaar symbool. Hierdoor ontstonden er in de media en onder fans diverse alternatieve titels, waarvan Love Symbol Album, of in mindere mate Symbol Album, het meest worden gebruikt. Prince gebruikte het symbool tussen 7 juni 1993 en 1 januari 2000 tevens als zijn naam. Het album werd als een enkele cd en in een gelimiteerde oplage als dubbel-lp uitgebracht.

## Algemeen
Commercieel gezien deed het album het iets minder dan zijn voorganger Diamonds and Pearls. In Nederland kwam het op nummer vijf terecht in de albumlijst, in de Verenigde Staten ook op nummer vijf en in het Verenigd Koninkrijk haalde dit album de eerste plek.
Artistiek gezien waren recensenten en liefhebbers, ondanks enkele als vulmateriaal aangemerkte nummers, meer tevreden over dit album dan over zijn voorganger. Vooral het optreden van The New Power Generation, het ingetogen en volwassen rappen van Tony M., alsmede de meer gewaagde composities, waren voer voor lof.
Het album presenteert zich als een conceptalbum rond een, volgens velen niet goed uit de verf komend verhaal over een Arabische prinses (Mayte) en de verdwijning van drie magische gouden kettingen (3 Chains O' Gold).
Tussen de nummers door zijn er op de cd enkele onderbrekingen (Segues) waarin actrice Kirstie Alley te horen valt als de fictieve journaliste Vanessa Bartholomew. Ze is in dezelfde rol te zien in de videoclip van My Name Is Prince.
The New Power Generation bestond op dit album uit Levi Seacer jr., Tony M., Tommy Barbarella, Kirky J., Damon Dickson, Sonny T., Michael B. en Mayte.

## Tracklist
Alle muziek en teksten zijn geschreven door Prince, tenzij anders aangegeven. 
| Nr. | Titel                                          | Duur |
| --- | ---------------------------------------------- | ---- |
| 1.  | My Name is Prince (Prince/Tony Mosley)         | 6:39 |
| 2.  | Sexy M.F. (Prince/Levi Seacer Jr./Tony Mosley) | 5:25 |
| 3.  | Love 2 the 9's                                 | 5:45 |

| Nr. | Titel               | Duur |
| --- | ------------------- | ---- |
| 4.  | The Morning Papers  | 3:57 |
| 5.  | The Max             | 4:30 |
| 6.  | Segue               | 0:21 |
| 7.  | Blue Light          | 4:38 |
| 8.  | I Wanna Melt with U | 3:50 |
| 9.  | Sweet Baby          | 4:01 |

| Nr. | Titel                         | Duur |
| --- | ----------------------------- | ---- |
| 10. | The Continental               | 5:31 |
| 11. | Damn U                        | 4:25 |
| 12. | Arrogance                     | 1:35 |
| 13. | The Flow (Prince/Tony Mosley) | 2:26 |

| 14.                | 7                                                               | 3:18 |
| 15.                | And God Created Woman                                           | 3:18 |
| 16.                | 3 Chains O' Gold                                                | 6:03 |
| 17.                | Segue                                                           | 1:30 |
| 18.                | The Sacrifice of Victor (Prince/Lowell Fulsom/Jimmy McCracklin) | 5:41 |
| Totale duur: 74:12 |                                                                 |      |

## Singles
Er werden in het totaal vijf singles van het album uitgebracht: Sexy M.F., My Name Is Prince, 7, The Morning Papers en Damn U (alleen in de VS).
De vijf singles bevatten één nummer dat nog niet eerder was uitgebracht: 2 Whom It May Concern (B-kant 7 en Damn U). Dit nummer was meer een soort van commerciële boodschap met samples van nummers van het album.
Sexy M.F. en My Name Is Prince werden in Europa toptienhits, in de Verenigde Staten deden ze echter opvallend genoeg weinig in de hitlijsten. Dit in tegenstelling tot 7, dat in de Verenigde Staten juist wel een toptienhit werd.